# 狩場山

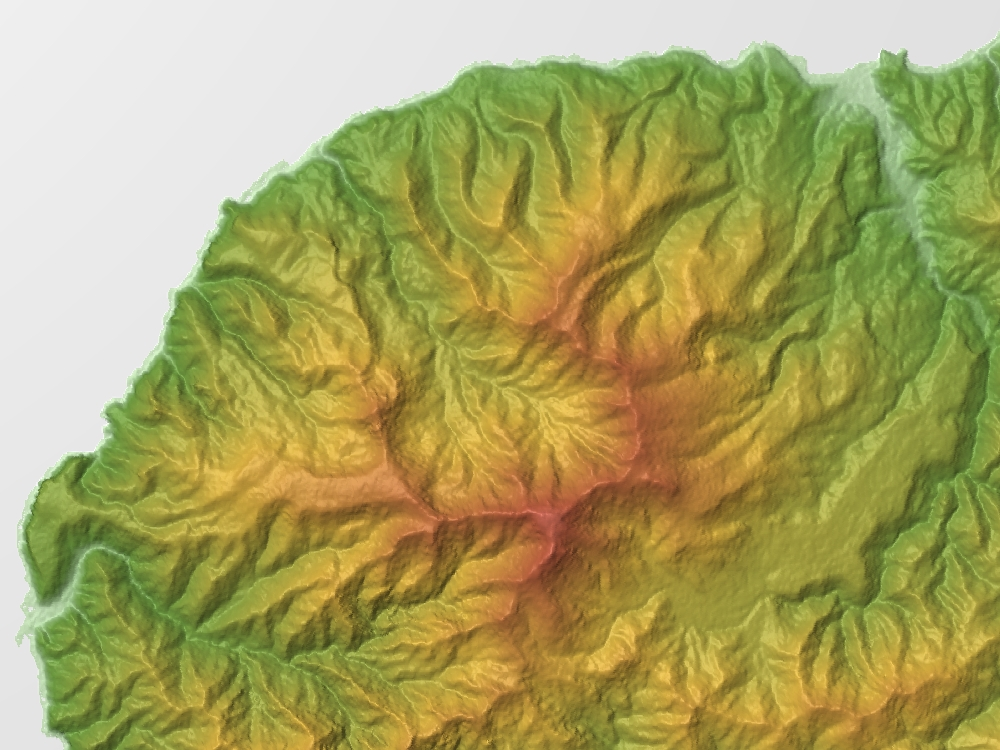
狩場火山の地形図

狩場山（かりばやま）は、狩場茂津多道立自然公園に指定されていて北海道せたな町、島牧村にまたがる第四紀火山である。標高は1,519.9mで一等三角点（点名「狩場岳」）の山。狩場山地の主峰で、道南の最高峰でもある。アイヌ語の「Karinpa（桜皮）us（が群生する）nupuri（山）」に由来する。

## 特徴
80万年〜25万年前に活動した安山岩質の成層火山で、開析が進むが溶岩流などの火山地形を確認することができる。

## 登山ルート
狩場山に登るには、以下の4コースがある。
- 千走新道コース（4.3km） - 一般的なコース
- 真駒内コース（8km）
- 茂津多コース（14km）
- 千走旧道コース（6km） - 定期的な整備が行われておらず、荒れているため注意を要する。

かつては、馬場川上流からのアプローチする、馬場川コースも存在したが、廃道と化している。

## ギャラリー

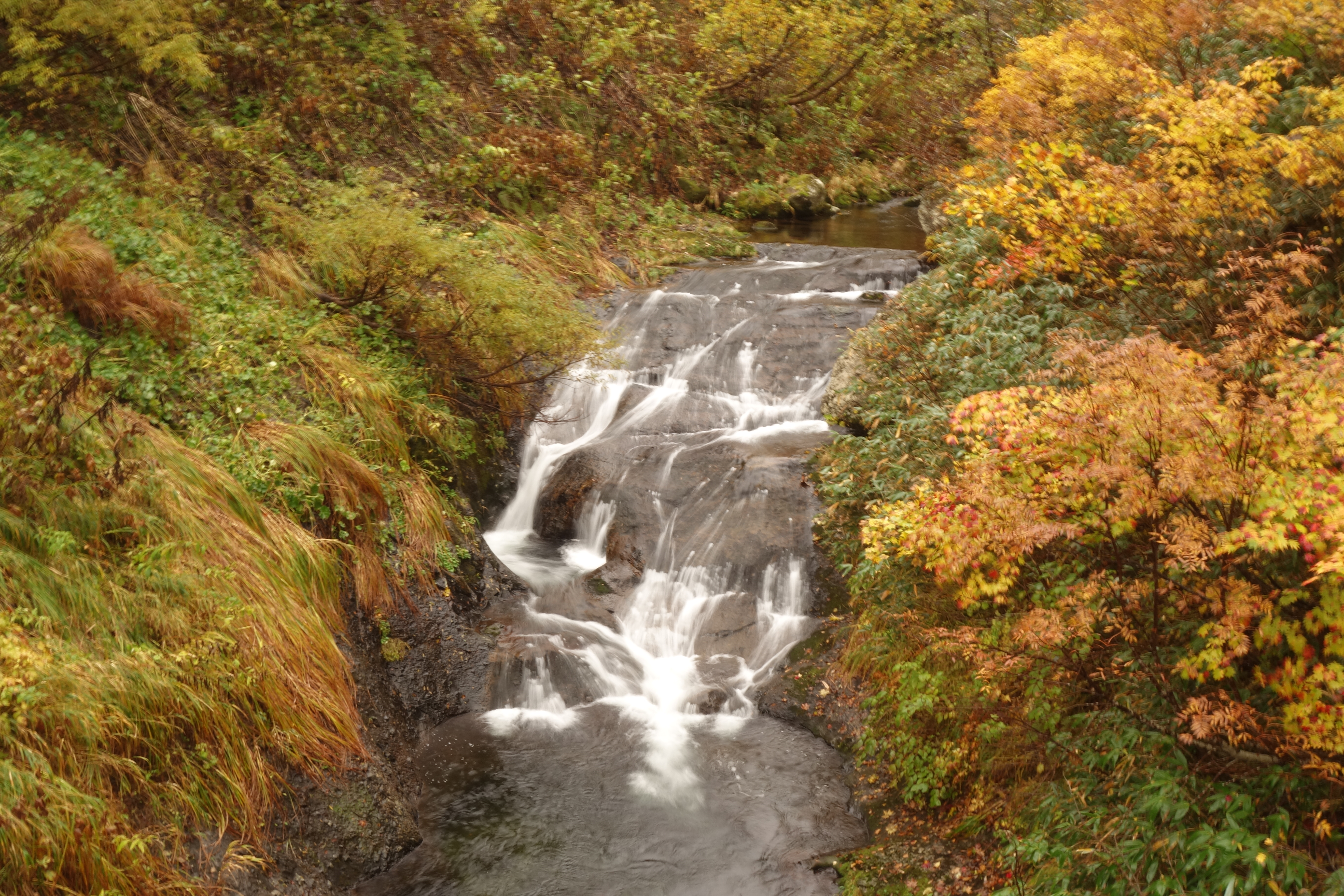
千走登山口付近の千走川
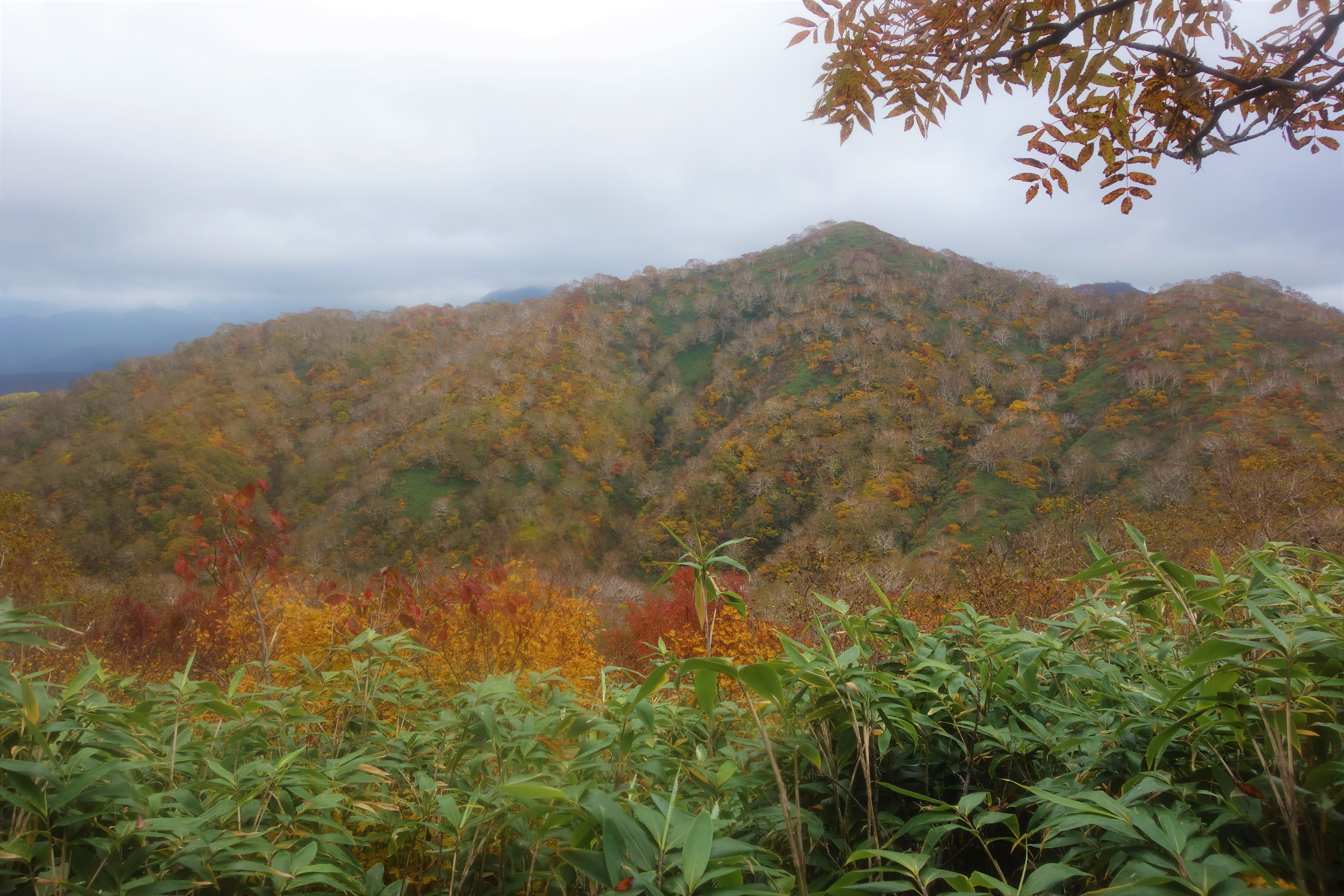
千走コース５合目の景色
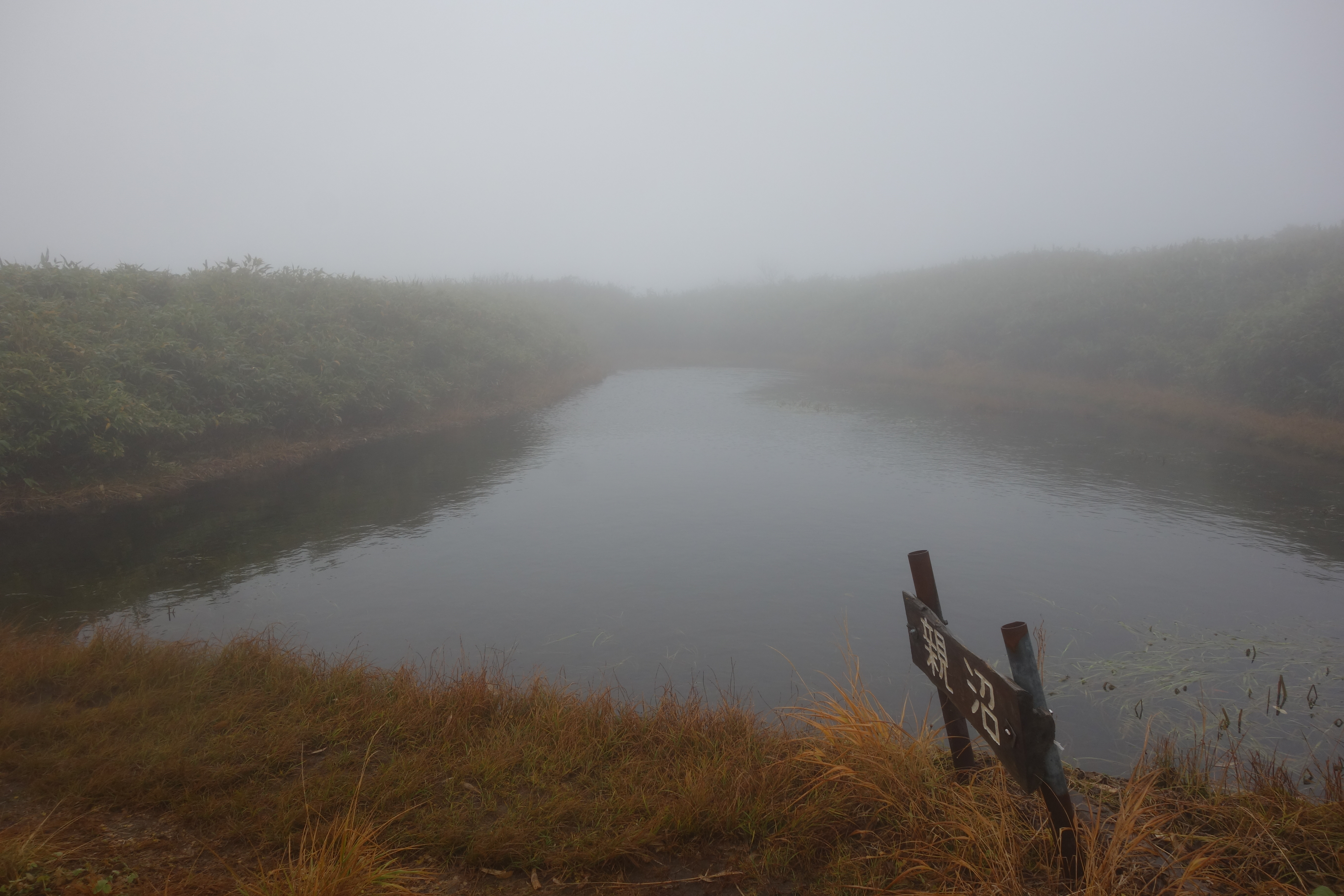
親池
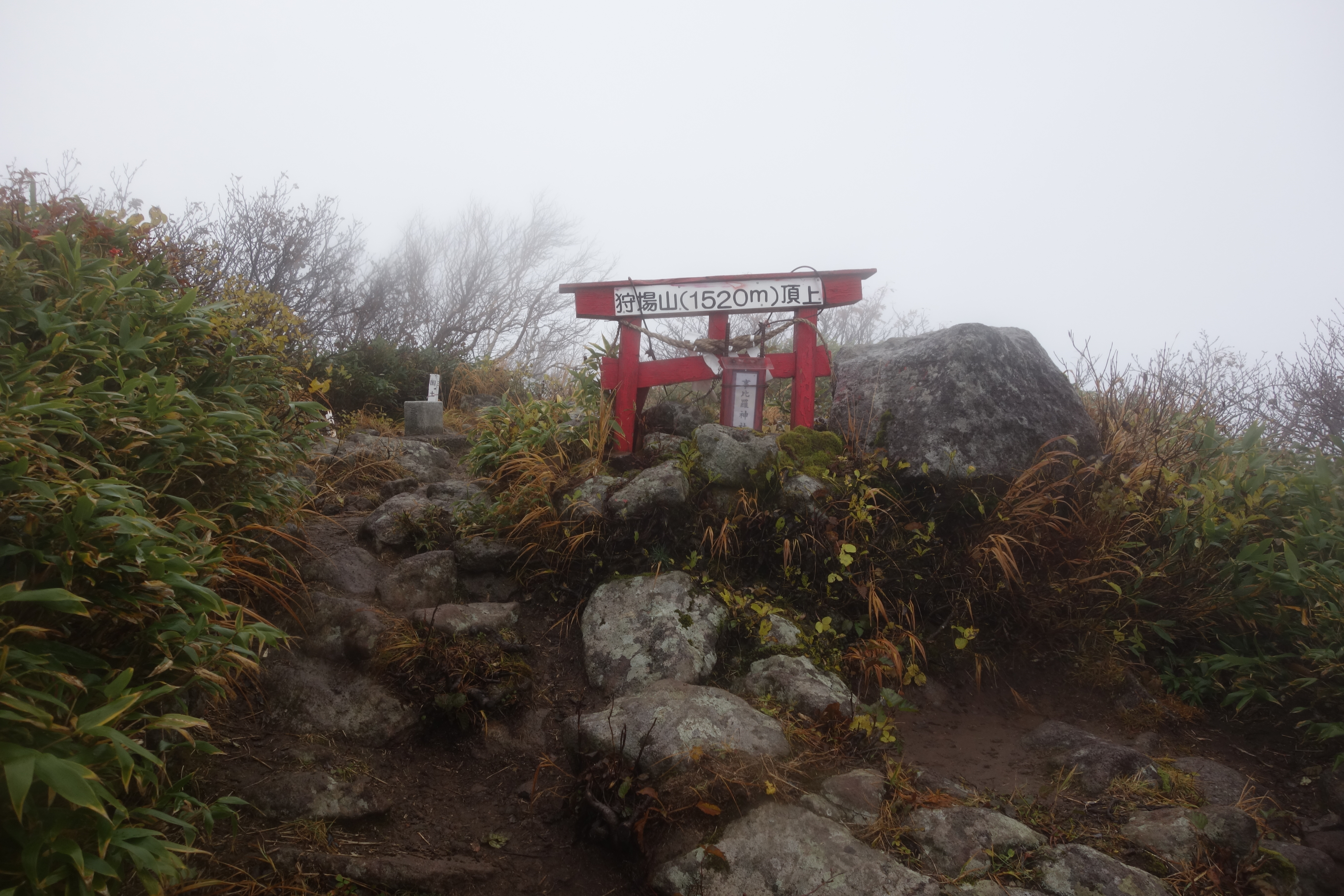
狩場山山頂

## 周辺の山
- 東狩場山
- 神威山
- オコツナイ岳
- 大平山